# Maria Treben
Maria Treben (Žatec, 27 de septiembre de 1907–Grieskirchen, 26 de julio de 1991) fue una escritora austriaca. Practicó la herboristería en Austria y Alemania y estudió las diversas aplicaciones de las plantas.
Su obra más conocida es Gesundheit aus der Apotheke Gottes  (Salud de la farmacia del señor) (1980), publicada por la casa editorial Ennsthaler y traducida a más de veinte idiomas. El número de copias vendidas es de ocho millones.
En lengua española, la primera edición de su libro más conocido y citado arriba fue de 1980 y alcanzó la 5a en 1999. Su casa editorial para los países de habla española también fue Ennsthaler.

Su compuesto "hierbas suecas" tiene efectos terapéuticos (antisépticos, antiinflamatorios y analgésicos) para algunas afecciones bucales (caries y la  enfermedad  periodontal) que fueron objeto de una tesis doctoral en la Universidad de Granada en 2010.

## Obras
- Treben, Maria.Salud de la botica del Señor: consejos y experiencias con hierbas medicinales. 5a ed. Steyr: Ennsthaler, 1999. Disponible: <https://docs.google.com/file/d/0B08mmuqPS9fHRHF4S004Q2Z5UzA/view>